# Trogotorna perspecta
Trogotorna perspecta är en fjärilsart som beskrevs av George Francis Hampson 1910. Trogotorna perspecta ingår i släktet Trogotorna och familjen nattflyn. Inga underarter finns listade i Catalogue of Life.